# Eli Lilly and Company
Eli Lilly and Company ([ˈiːlaɪ ˈlɪlɪ ænd ˈkʌmpənɪ], «Ілай Ліллі енд Компані») — американська фармацевтична компанія. Була заснована у 1876 році в Індіанаполісі (штат Індіана), де розташовується її штаб-квартира. Відома як перша компанія, що почала промислове виробництво інсуліну (в 1923 році).

## Історія

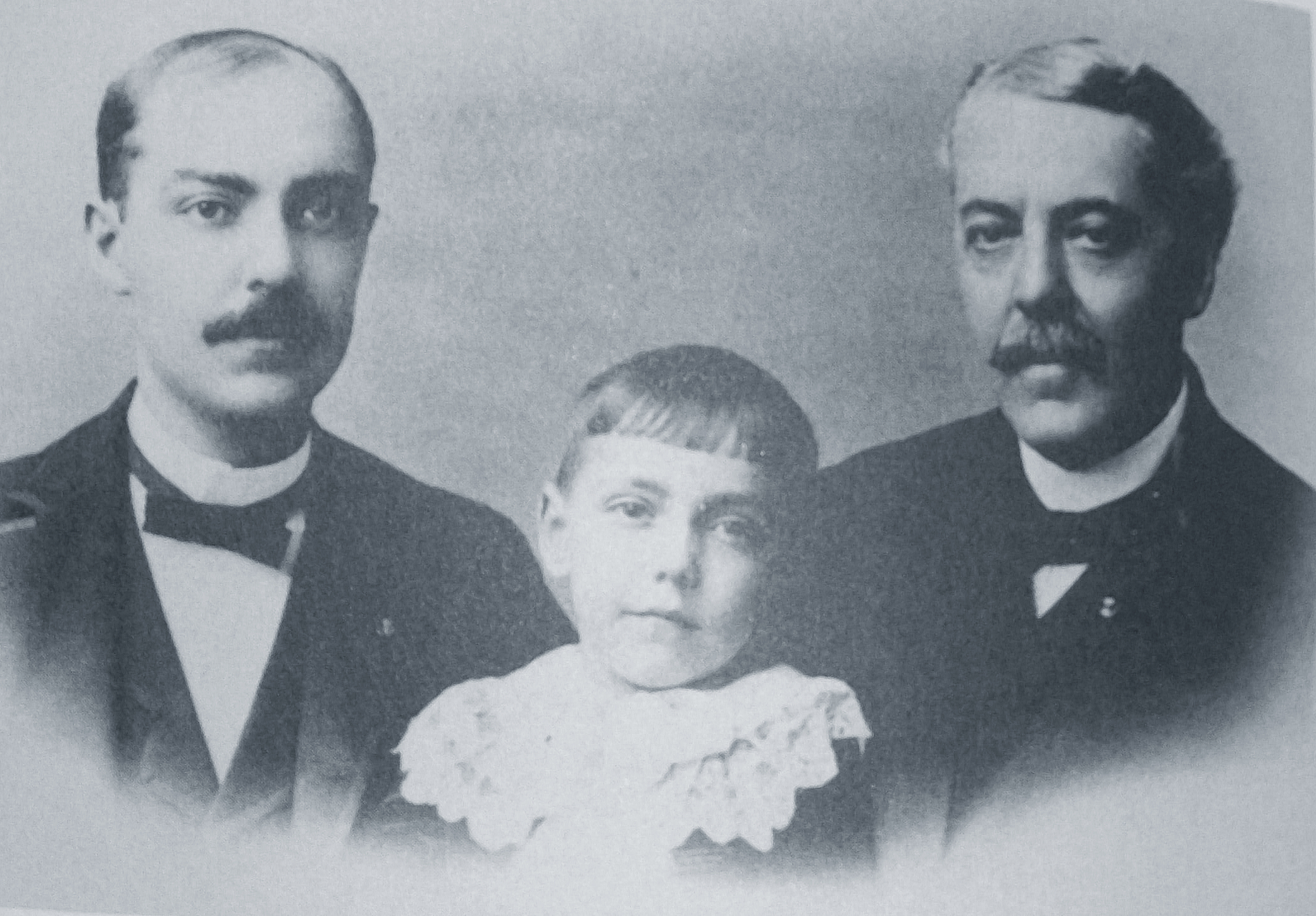
Полковник Ілай Ліллі, його син Джошіа Кірбі Ліллі старший і онук Ілай Ліллі молодший

Компанія названа на честь її засновника, полковника Ілая Ліллі, ветерана Громадянської війни 1861-1865 років. У 1876 році він заснував в Індіанополісі лабораторію з виробництва ліків. Одним з основних нововведень, які принесли успіх компанії, було виробництво медикаментів у желатинових капсулах. Компанія була зареєстрована як корпорація у 1880 році, була заснована рада директорів, серед друзів і родичів були поширені акції. Полковник Ліллі очолював компанію аж до самої смерті в 1898 році, до 1953 року нею керували його сини й онуки.
Першим успішним препаратом став Succus Alterans («зміцнюючий сік»), що застосовувався при венеричних захворюваннях. Він почав випускатися в 1883 році, внаслідок чого компанія значно прискорила своє зростання.
У 1921 році компанія спільно з університетом Торонто почала розробку методики промислового виробництва інсуліну і вже через два роки першою почала його виготовляти, незмінно зберігаючи лідерство в США (на початку 1990-х вона контролювала 75 % ринку інсуліну в США). У 1940-х роках однією з перших почала випуск пеніциліну, а потім і інших антибіотиків — еритроміцину та ванкоміцину. У 1960-х було розпочато виробництво нового антибіотика, цефалоспорину. У 1934 році відкрито представництво в Лондоні. У 1937 році був заснований благодійний фонд Ліллі (англ. Lilly Endowment).
У 1971 році Eli Lilly за $38 млн купила косметичну компанію Elizabeth Arden, яка в 1987 році була продана Fabergé за $657 млн. Також були куплені IVAC Corporation (виробник медичного обладнання, 1977 рік), Cardiac Pacemakers Inc. (виробник кардіостимуляторів, 1978 рік) і Physio-Control Corporation (1980 рік). У середині 1970-х оборот компанії перетнув позначку в $1 млрд, кількість співробітників досягла 23 тисяч.
У 1982 році почалися продажі хумуліна — інсуліну людини, отриманого за допомогою генної інженерії. У 1987 році FDA схвалило препарат прозак (флуоксетин), застосовуваний для лікування депресії. Обсяг його продажів до 1990 році склав 600 млн доларів США, а до 1992 році перевищив 1 млрд доларів, що зробило цей препарат одним з провідних 15 лікарських засобів за обсягом продажів..
У 1986 році FDA схвалило препарат гемзар, що застосовується при онкологічних захворюваннях. До 2002 року він був схвалений у 85 країнах, в США його застосовували 80 % хворих на рак підшлункової залози. У 1996 році почався випуск препарату зіпрекса (оланзапін) для лікування шизофренії та біполярних розладів, а в 1997 році — препарату евіста для лікування остеопорозу, що стали одними з найбільш продаваних продуктів компанії.
У 1998 році Eli Lilly and Company організувала спільне підприємство з компанією Icos для просування на ринок сиаліса, в 2007 році ця компанія була поглинена. Сума операції оцінювалася в $2,3 млрд.
У 2001 році закінчився строк дії патенту на прозак, спроби його продовжити в судовому порядку не увінчалися успіхом, і інші компанії почали виробництво його дженериків, що призвело до падіння прибутку Eli Lilly and Company на 14 %.
У 2010 році FDA схвалило препарат аксірон (Axiron) для лікування зниженого рівня тестостерону у чоловіків. До 2013 року його продажі сягнули $178,7 млн, однак FDA змінило своє ставлення до аксірону, оскільки дослідження показали, що він і аналогічні препарати підвищують ризик інфаркту та інсульту.
У 2014 році ветеринарний підрозділ Elanco поглинув німецьку компанію Lohmann Animal Health, світового лідера з виробництва вакцин для домашньої птиці. У 2015 році за $5,28 млрд було куплено ветеринарний підрозділ швейцарської компанії Novartis.
У січні 2018 року компанія купує американського розробника протипухлинних препаратів Loxo Oncology. Сума угоди склала $8 млрд. 

## Власники і керівництво
На кінець 2015 році у компанії було 26 800 акціонерів, ринкова капіталізація на квітень 2017 року склала $90 млрд.
- Джон Лехляйтер (англ. John C. Lechleiter) — голова правління з 2009 по червень 2017 року. Народився 17 серпня 1952 року в Луїсвіллі (штат Кентуккі). У 1975 році закінчив Університет Ксав'єра (бакалавр), а в 1980 році — Гарвардський університет (магістр). У компанії Eli Lilly and Company з 1979 року[34].
- Девід Рікс (англ. David Ricks) — президент та головний виконавчий директор (CEO) з 1 січня 2017 року, з червня 2017 року також голова правління. У компанії з 2002 року, до цього працював в Hewlett-Packard та IBM. Освіта: університет Пердью (бакалавр) і університет Індіани (магістр).

## Діяльність

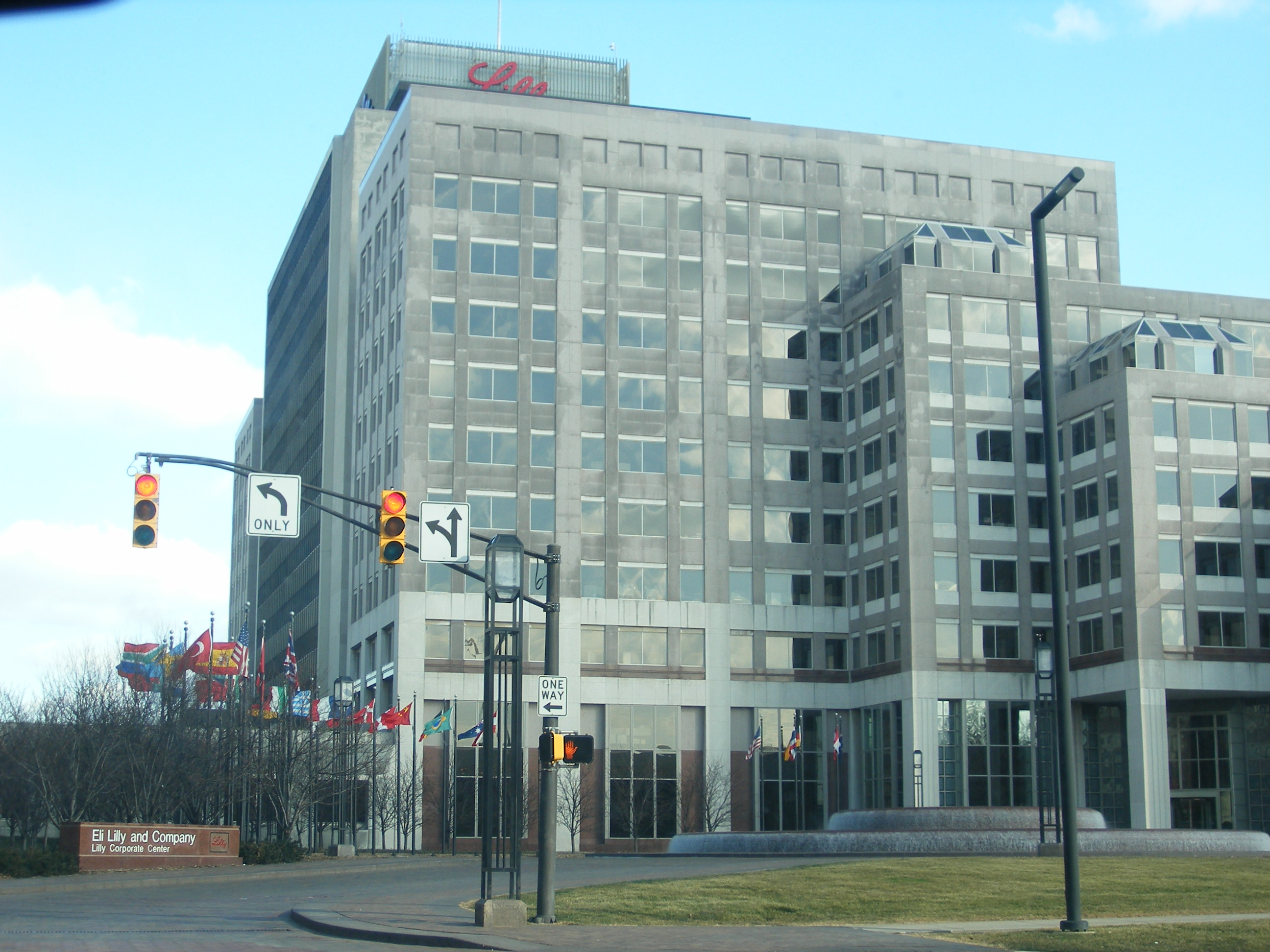
Штаб-квартира Eli Lilly and Company

Діяльність компанії ведеться за двома напрямами: лікарські засоби для людей та ветеринарні препарати (підрозділ Elanco). Продукція компанії продається у 120 країнах.
Найбільш значущі ліки, вироблені Eli Lilly and Company :
- Хумалог (Humalog) — аналог інсуліну (продажі $2,769 млрд);
- Сіаліс (тадалафіл) — призначений для лікування еректильної дисфункції (продажі $2,472 млрд);
- Алімта (англ. Pemetrexed, Alimta) — застосовується при лікуванні деяких форм раку (продажі $2,283 млрд);
- Фортео (англ. Teriparatide, Forteo) — застосовується при лікуванні остеопорозу, а також переломів (продажі $1,5 млрд);
- Хумулін (Humulin) — аналог інсуліну (продажі $1,366 млрд);
- Симбалта (Дулоксетин, Cymbalta) — антидепресант (продажі $931 млн);
- Трулісіті (дулаглутид, Trulicity) — протидіабетичний препарат (продажі $926 млн);
- Страттера (англ. Atomoxetine, Strattera) — використовується для лікування гіперактивності у дітей (продажі $855 млн);
- Зипрекса (Оланзапін, Zyprexa) — атиповий антипсихотик (продажі $783 млн);
- Ербітукс (Цетуксимаб, Erbitux) — протираковий лікарський засіб (продажі $687 млн);
- Цирамза (Рамуцирумаб, Cyramza) — протираковий лікарський засіб (продажі $614 млн);
- Еффіент (англ. Prasugrel, Effient) — використовується для запобігання тромбозу (продажі $535 млн);
- Тражента (Лінагліптин, Trajenta) — протидіабетичний препарат (продажі $437 млн).

Виручка від продажу ветеринарних засобів в 2016 році склала $3,158 млрд.
Географічно виручка компанії приблизно рівними частинами розподілена між США ($11,5 млрд) і світом ($9,7 млрд).
У списку найбільших публічних компаній світу Forbes Global 2000 в 2015 році компанія Eli Lilly and Company зайняла 265-е місце, в тому числі 109-е за ринковою капіталізацією, 294-е з чистого прибутку, 482-е за оборотом та 655-е за активами.
| Рік               | 2001   | 2002   | 2003   | 2004   | 2005   | 2006   | 2007   | 2008   | 2009   | 2010   | 2011   | 2012   | 2013   | 2014   | 2015   | 2016   |
| ----------------- | ------ | ------ | ------ | ------ | ------ | ------ | ------ | ------ | ------ | ------ | ------ | ------ | ------ | ------ | ------ | ------ |
| Оборот            | 11,543 | 11,078 | 12,583 | 13,858 | 14,645 | 15,691 | 18,634 | 20,372 | 21,836 | 23,076 | 24,287 | 22,603 | 23,113 | 19,616 | 19,959 | 21,22  |
| Чистий прибуток   | 2,78   | 2,708  | 2,561  | 1,81   | 1,98   | 2,663  | 2,953  | -2,072 | 4,329  | 5,07   | 4,348  | 4,089  | 4,685  | 2,391  | 2,408  | 2,738  |
| Активи            | 16,434 | 19,042 | 21,688 | 24,867 | 24,581 | 22,042 | 26,875 | 29,213 | 27,461 | 31,001 | 33,217 | 33,316 | 35,211 | 36,308 | 35,569 | 38,81  |
| Власний капітал   | 7,104  | 8,274  | 9,765  | 10,92  | 10,792 | 10,825 | 13,51  | 6,738  | 9,525  | 12,413 | 13,536 | 14,774 | 17,641 | 15,388 | 14,59  | 14,08  |
| Працівників, осіб | 40 500 | 42 900 | 45 000 | 44 500 | 42 600 | 41 500 | 40 600 | 40 450 | 40 360 | 38 350 | 38 080 | 38 350 | 37 925 | 39 135 | 41 275 | 41 975 |

## Дочірні товариства
Дочірні товариства Eli Lilly and Company розташовані по всьому світу, зокрема:
- Росія: ТОВ «Lohmann Animal Health (Russia)» і Lilly Pharma Ltd.
- Україна: ТОВ «Lohmann Animal Health Ukraine»[38][30].

## Критика
У 1985 році проти компанії та особисто голови дослідницької лабораторії Eli Lilly доктора Вільяма Шеддена було порушено кримінальну справу у зв'язку з приховуванням інформації про випадки смертей і хвороб, що виникли в результаті прийому препарату орафлекс. Компанія заплатила штраф $25 тисяч, Шедден — $15 тисяч, однак обвинувачення у навмисному обмані було знято. Також в 1980-х роках була подана серія позовів проти виробників ліків діетілстільбестрола (Eli Lilly and Company була найбільшим з них); загальна сума компенсацій постраждалим перевищила $1 млрд.
Увага до прозаку привернули повідомлення про підвищену схильність до самогубства, що виникає на тлі його прийому. У зв'язку з цим проти Eli Lilly було подано в США 70 позовів, але жоден з них не дійшов до суду. Внутрішні документи компанії свідчать, що Eli Lilly тривалий час приховувала інформацію про самогубства внаслідок прийому прозаку при клінічних випробуваннях і пояснювала їх передозуванням або проявом депресії. До 2000 року сума компенсацій у зв'язку з прозаком досягла $50 млн. Eli Lilly незаконно просувала флуоксетин при деяких незатверджених показаннях, наприклад при сором'язливості, розладах харчової поведінки, низькій самооцінці. Зсув у спонсорованих фармацевтичною промисловістю випробуваннях флуоксетину дуже великий: у прямих порівняльних випробуваннях, де прозак був основним предметом дослідження, суттєво більшій кількості пацієнтів ставало від нього краще, ніж у випробуваннях, в яких прозак був компаратором (використовувався для порівняння).
З 1999 по 2009 рік Eli Lilly просувала на американський ринок препарат актос (англ. pioglitazone), що виробляється японської компанією Takeda Pharmaceuticals. Він призначався для лікування діабету, але виявилося, що він підвищував ризик інфаркту і раку жовчного міхура. Проти обох компаній були подані тисячі позовів, сума компенсацій до квітня 2015 року досягла $2,37 млрд. інші ліки від діабету, біетта (англ. exenatide), вироблялися спільно з компанією Amylin Pharmaceuticals, призводили в деяких випадках до панкреатиту. Компанії припинили співпрацю у 2011 році, в 2012 році Amylin була куплена Bristol-Myers. Схожі проблеми виникли із запущеним в 2011 році препаратом траджента (англ. linagliptin).
Компанія дуже активно рекомендувала зипрексу для застосування її не за призначенням при слабоумстві і депресії, особливо у дітей і літніх людей, незважаючи на важкі побічні ефекти, що включають в себе, зокрема, серцеву недостатність, пневмонію, зайву вагу і діабет. Знаючи про ризик збільшення ваги у пацієнтів, компанія, тим не менш, зводила до мінімуму зв'язок між зипрексою і зайвою вагою в широко поширюваному відеоролику «Міф про діабет», що використовував результати досліджень сумнівної якості і чесності і неправдиву звітність по побічні ефекти. У 2009 році Eli Lilly заплатила штраф у розмірі $1,415 млрд за рекламу зипрекси як засобу для лікування хвороб, для яких вона не була сертифікована FDA. Більш $1 млрд компанія виплатила раніше у зв'язку з великою кількістю позовів від пацієнтів, які стверджували, що у них розвинувся діабет або інші серйозні захворювання внаслідок прийому зипрекси.